# La Passion de Jeanne d'Arc
Pour les articles homonymes, voir Jeanne d'Arc (homonymie).
Pour plus de détails, voir Fiche technique et Distribution.
La Passion de Jeanne d'Arc est un film de procès français réalisé par Carl Theodor Dreyer en 1927 et projeté pour la première fois à Copenhague le 21 avril 1928. Il s'agit d'un film muet mais qui avait été initialement conçu comme un film parlant, ce à quoi Dreyer dut renoncer pour des raisons liées à l'équipement technique du studio. D'où l'aspect déconcertant de ce film, qui adopte déjà les codes du parlant tout en restant un film muet.

## Synopsis
Le procès de Jeanne d'Arc qui la condamna à être brûlée vive sur le bûcher après avoir été condamnée comme hérétique.

## Fiche technique
- Réalisateur : Carl Theodor Dreyer, assisté de Paul La Cour
- Scénario : Carl Theodor Dreyer et Joseph Delteil
- Photographie : Rudolph Maté
- Décors : Hermann Warm et Jean Hugo
- Costumes : Valentine Hugo et Jean Hugo
- Société de production : Société générale des films
- Pays de production :  France
- Format :  noir et blanc - 35 mm - 1,33:1 / 1,37:1 (version sonorisée une piste optique) - film muet
- Durée : 114 minutes
- Dates de sortie :
  - Danemark : 21 avril 1928 (première à Copenhague)
  - France : 25 octobre 1928
  - États-Unis : 28 mars 1929 (New York)
- Affiches : René Péron, Jean-Adrien Mercier (France)

## Distribution
- Renée Falconetti : Jeanne d'Arc
- Eugène Silvain : l'évêque Pierre Cauchon
- André Berley : Jean d'Estivet, le Procureur
- Maurice Schutz : le chanoine Nicolas Loyseleur
- Jean d'Yd : Guillaume Évrard
- Louis Ravet : Jean Beaupère
- Antonin Artaud : Jean Massieu, l'huissier audiencier, Doyen de Rouen
- Michel Simon : Jean Lemaire
- Gilbert Dalleu : Jean Lemaître, le vice-inquisiteur
- Camille Bardou : Lord Warwick, capitaine anglais de la place de Rouen
- Paul Fromet : un juge
- Armand Lurville : un juge
- Raymond Narlay : un juge
- Robert Le Flon : un juge
- Armand Lurville : un juge
- Alexandre Mihalesco : un juge
- Léon Larive : un juge
- Jacques Arnna : un juge
- Gaston Fournez-Goffard : un juge
- Madame Lacroix : la femme regardant le bucher

## Commentaires
« Si Dreyer est l’égal des plus grands par le langage, il est supérieur aux plus grands par son propos. Et s’il est vain et probablement impossible de choisir le second chef-d’œuvre du cinéma, il est aussi impossible d’hésiter en ce qui concerne le premier. La Passion de Jeanne d'Arc est le plus beau film du monde. » Chris Marker »

Dreyer choisit ici de centrer son propos non pas sur les guerres menées par Jeanne d'Arc, ni même sur son exécution, mais sur le procès qui devait y aboutir. Dans ce cadre très resserré, il met en opposition ce qui se lit sur le visage de la pucelle d'Orléans avec les grimaces de ses accusateurs et bourreaux, opposition qui est encore accentuée par le réalisme dont fait preuve le réalisateur pour exposer sa chronique de cet événement. Il ne s'agit donc pas ici de rendre compte d'un destin grandiose, mais de montrer quelle peut être la force de la foi face à la pression des institutions.
La passion de Jeanne fait évidemment écho à la Passion du Christ. Comme le Christ qui a dû affronter l'incompréhension, la haine et les outrages des Pharisiens, Jeanne doit affronter l'incompréhension, les humiliations et la haine de l'Église. Mais en montrant une femme souffrante et persécutée, Dreyer renvoie également aussi bien à la figure de la Vierge qu'aux premières martyres de l'Église. Jeanne est en état de grâce et désire y rester : comme plusieurs personnages de Dreyer, elle a fait le grand saut dans l'indicible et ne pourra être comprise que par ceux qui auront eux-mêmes réalisé une telle conversion. La scène finale de la mort de Jeanne apparaît comme une apothéose.
On relèvera l'apparition très remarquée d'Antonin Artaud dans le rôle de Jean Massieu.

##### Gerstheim

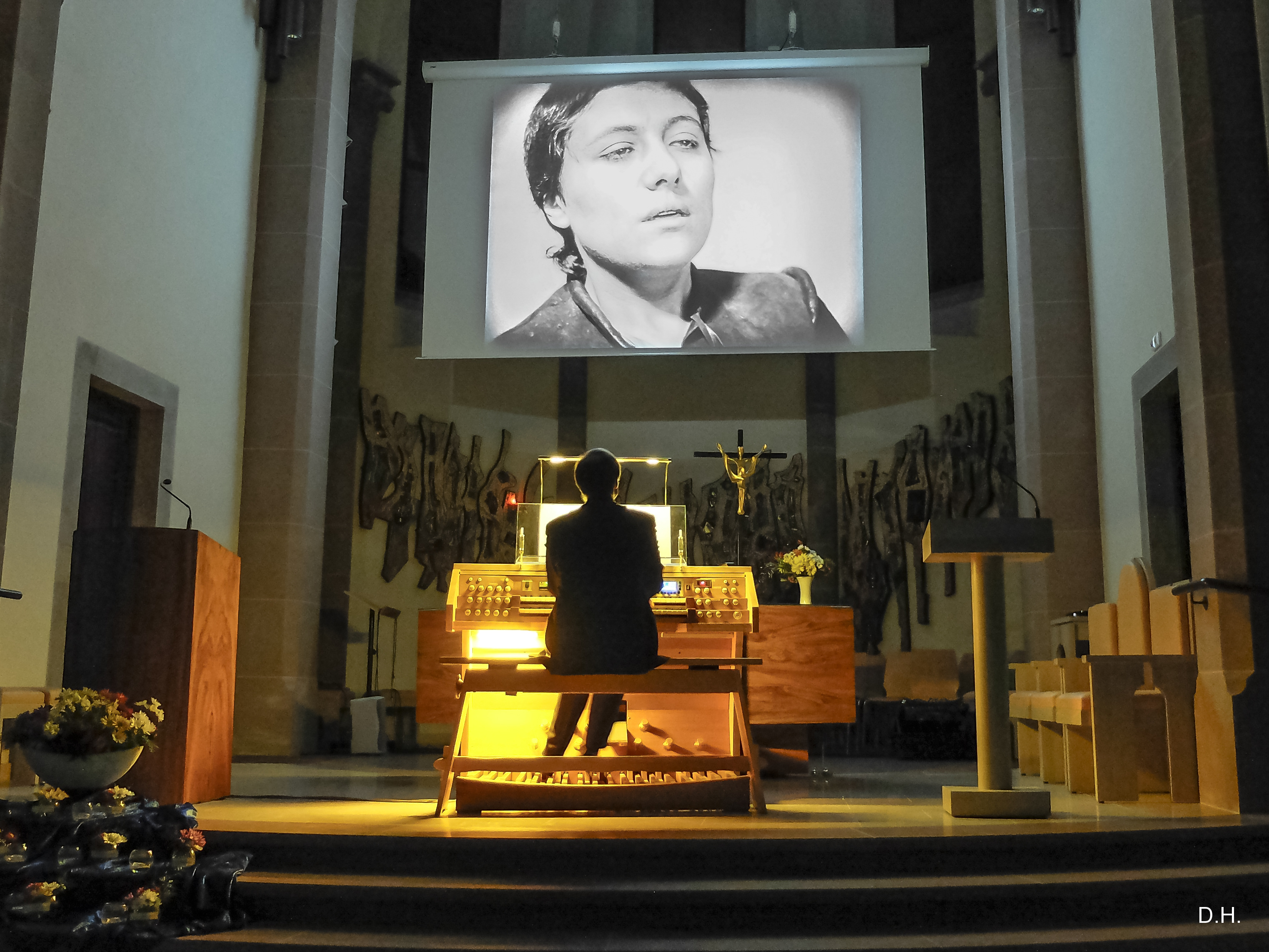
Eglise Saint-Denis de Gerstheim.

## Influence et postérité